# أونيي أوزي (فلم)
أونيي أوزي (بالإنجليزية: Onye Ozi)، هُو فيلم كوميدي نيجيري صدر سنة 2013 وأخرجه أوبي إيميلونيي. فاز الفيلم بجائزتين خلال حفل توزيع جوائز أفلام نوليوود لسنة 2014.

## وصلات خارجية
- مقالات تستعمل روابط فنية بلا صلة مع ويكي بيانات